# Сория, Хоаким
Хоаким Агустин Сория Рамос (исп. Joakim Agustín Soria Ramos, 18 мая 1984, Монклова, Коауила) — мексиканский бейсболист, питчер клуба Главной лиги бейсбола «Торонто Блю Джейс». Известен по выступлениям за ряд других команд. Дважды принимал участие в Матче всех звёзд Главной лиги бейсбола. Игрок национальной сборной Мексики, принимал участие в матчах Мировой бейсбольной классики в 2009 и 2017 годах. Бронзовый призёр Игр Центральной Америки и Карибского бассейна 2006 года.

## Биография
Хоаким Сория родился 18 мая 1984 года в Монклове. В 2001 году он в статусе незадрафтованного свободного агента подписал контракт с клубом «Лос-Анджелес Доджерс». Карьеру в его системе он начал в фарм-командах в Доминиканской лиге и Лиге Галф-Кост. В 2003 году он перенёс операцию Томми Джона, пропустив чемпионат полностью. После окончания сезона 2004 года Доджерс отчислили его и Сория вернулся в Мексику.
Два года Сория выступал в Мексиканской бейсбольной лиге в составе «Дьяблос Рохос дель Мехико». Зиму 2005/2006 годов он провёл в составе «Якис де Обрегон» и стал обладателем Тройной короны для питчеров, одержав восемь побед при показателе пропускаемости 2,02. В начале сезона 2006 года он сыграл семь матчей за «Форт-Уэйн Уизардс», фарм-команду «Сан-Диего Падрес». В июле во время драфта по правилу № 5 его выбрал клуб «Канзас-Сити Роялс».
В апреле 2007 года Сория дебютировал за «Роялс» в Главной лиге бейсбола, в чемпионате он сыграл 62 матча. В период с 2008 по 2010 год он делал не менее 30 сейвов за сезон, в двух чемпионатах его показатель пропускаемости не поднимался выше 2,00. Дважды он включался в число участников Матча всех звёзд лиги. В 2009 году Сория вошёл в состав сборной Мексики на игры Мировой бейсбольной классики. В 2011 году он сделал 28 сейвов и одержал пять побед при пяти поражениях. В марте 2012 года он перенёс вторую операцию Томми Джона, из-за чего был вынужден полностью пропустить сезон.
В декабре 2012 года Сория в статусе свободного агента подписал двухлетний контракт с «Техас Рейнджерс». Условия соглашения предусматривали возможность его продления ещё на один сезон по желанию клуба. Первую часть сезон 2013 года он пропустил, продолжая восстановление после операции, а после возвращения на поле сыграл за команду в 26 матчах. В 2014 году он реализовал 17 возможностей для сейва из 19, его пропускаемость в играх за «Рейнджерс» составила 2,70. В июле Сорию обменяли в «Детройт Тайгерс» на питчеров Кори Кнебела и Джейка Томпсона. До конца чемпионата он сыграл за команду в тринадцати матчах. В первой половине сезона 2015 года Сория сделал 23 сейва при показателе пропускаемости 2,85. В июле «Тайгерс» обменяли его в «Питтсбург Пайрэтс» на шортстопа Джакоби Джонса. В декабре 2015 года Сория получил статус свободного агента и подписал трёхлетний контракт на 25 млн долларов с «Роялс».
Сезон 2016 года Сория провёл неудачно. В играх регулярного чемпионата он одержал пять побед при восьми поражениях, его пропускаемость составила 4,05. По ходу турнира он не реализовал восемь возможностей для сейва. В феврале 2017 года он был включён в заявку сборной Мексики на игры Мировой бейсбольной классики. В регулярном чемпионате в составе «Роялс» Сория провёл на поле 56 иннингов, сделав 64 страйкаута. За два сезона с момента возвращения в «Канзас-Сити» он сделал только два сейва. В январе 2018 года в рамках трёхстороннего обмена он перешёл в «Чикаго Уайт Сокс». В играх за новый клуб в чемпионате 2018 года Сория сделал шестнадцать сейвов при показателе пропускаемости 2,56. В июле его обменяли в «Милуоки Брюэрс», получив молодых игроков Коди Медейроса и Вильбера Переса. До конца чемпионата он сыграл за команду 26 матчей с пропускаемостью 4,09. После завершения сезона Сория получил статус свободного агента. В декабре он подписал двухлетний контракт на сумму 15 млн долларов с «Оклендом».
Первый сезон в составе «Атлетикс» Сория провёл неудачно. В 69 сыгранных иннингах он пропустил девять хоум-ранов, показатель пропускаемости 4,30 стал худшим в его карьере. В сокращённом из-за пандемии COVID-19 чемпионате 2020 года он сыграл в 22 матчах с пропускаемостью 2,82. В феврале 2021 года Сория заключил однолетнее соглашение с «Аризоной», сумма контракта составила 3,5 млн долларов. В составе Даймондбэкс он провёл на поле 29 1/3 иннингов с пропускаемостью 4,30. В июле он был обменян в «Торонто Блю Джейс», где Сорию рассматривали как ветерана, способного добавить стабильности игре реливеров.